# Atropus atropos
Atropus atropos és un peix teleosti de la família dels caràngids i de l'ordre dels perciformes.

## Particularitats
Atropus atropos és l'única espècie del gènere Atropus.

## Morfologia
Pot arribar als 26,5 cm de llargària total.

## Distribució geogràfica
Es troba a les costes de l'oceà Índic i a l'oest del Pacífic.